# Bosiga
Bosiga (en francès Bouzigues) és un municipi occità del Llenguadoc, situat al departament de l'Erau i a la regió d'Occitània.